# Клаудия Рамирес
Клаудия Рамирес (на испански: Claudia Ramírez) е мексиканска актриса.

## Филмография

### Телевизия
- Дар от любовта (2025) ... Фауста
- Жени убийци (2022), епизод 1 ... Марта
- Моята тайна (2022) ... Федра Еспиноса де Угарте
- Изгарящ огън (2021) ... Ирене Ферер
- ¿Quién mató a Sara? (2021) ... Мариана Толедо де Ласкано
- Узурпаторката (2019) ... Шефката на Камило
- Шефката на шампиона (2018) ... Надя Падия де Линарес
- Без твоя поглед (2017-2018) ... Пруденсия Арсуага де Окаранса
- Súper X (2017) ... Офелия
- Хотелът на тайните (2016) ... Сесилия Гайтан
- Непростимо (2015) ... Магдалена „Малена“ Мартинес
- Цветът на страстта (2014) ... Ребека Мурийо де Гахиола
- Fortuna (2013) ... Мерседес Ледесма
- Rosa Diamante (2012) ... Ракел Алтамирано
- Infames (2012) ... Мария Еухения Текида
- Gritos de muerte y libertad (2010)
- Ópera prima (2010) ... Себе си
- Plaza Sésamo (2009) ... Клау
- S.O.S.: Sexo y otros secretos (2007-2008) ... Ирене
- Lo que es el amor (2001-2002) ... Таня Ломели
- Uroboros (2001) ... Анхела
- El amor de mi vida (1998-1999) ... Ана Валдес
- Demasiado corazón (1997-1998) ... Наталия Солорсано
- Все още те обичам (1996-1997) ... Юлиса Торес-Кинтеро
- Мария Хосе (1995) ... Мария Хосе Рейес да Алмасан
- Бедни роднини (1993) ... Хулиана Сантос
- Триъгълник (1992) ... Нина Гранадос Верти
- La pícara soñadora (1991) ... Роса Фернандес Гарсия
- Morir para vivir (1989) ... Алисия гусман / Андреа Кихано
- Опърничавата (1987) ... Набиле
- Cautiva (1986) ... Габриела
- Lista negra (1986) ... Нора
- La Hora Marcada (1986)
- Хуана Ирис (1985) ... Монсерат
- El ángel caído (1985) ... Бренда Аро
- Звяр (1983) ... Продавачка

### Кино
- Mirreyes contra Godinez (2019)
- Dibujando el cielo (2018)
- Casi treinta (2014)
- La balada de Ringo Starr (2006) ... Психиатърката
- Sexo, amor y otras perversiones (2006)
- Espinas (2005) ... Доня Ката
- Streeters (2001)
- Juego limpio (1995) ... Алехандра
- Prueba de amor (1994)
- Vagabundo (1994) ... Перла
- Los temerarios (1993)
- Repartidores de muerte (1993) ... Клаудия
- Secuestro a mano armada (1992)
- Tres son peor que una (1992)
- Solo con tu pareja (1991) ... Клариса Негрете
- Dentro de la noche (1991)
- El hijo de Lamberto Quintero (1990)
- Luna de miel al cuarto menguante (1990)
- Sin la furia de Dios (1988)
- Crónica de familia (1986) ... Мария Итурбиде
- Дюн (1984) ... Чика Фреман

### Театър
- El curioso incidente del perro a medianoche (2014) ... Сиобан
- Tic Tac Boom (2013) ... Патрисия

## Награди и номинации
Награди TVyNovelas
| Година | Категория                            | Теленовела         | Резултат   |
| ------ | ------------------------------------ | ------------------ | ---------- |
| 2016   | Най-добра актриса в поддържаща роля  | Непростимо         | Номинирана |
| 2015   | Най-добра актриса в отрицателна роля | Цветът на страстта | Номинирана |
| 1998   | Най-добра актриса в главна роля      | Все още те обичам  | Номинирана |